# Verdetova konstanta
Verdetova konstanta [verdejeva ~] je optična konstanta, ki določa velikost Faradayevega pojava. Merimo jo v rad. T-1m-1. 
Konstanta se imenuje po francoskem fiziku Marcelu Émilu Verdetu (1824 – 1866), ki je deloval na področju magnetizma in optike.
Verdetova konstanta je za večino snovi zelo majhna in je odvisna od valovne dolžine. Največja je za snovi, ki vsebujejo paramagnetske ione (npr. terbij).
Faradayjev pojav je odvisen od valovne dolžine in je zaradi tega tudi Verdetova konstanta funkcija valovne dolžine. 
Njena odvisnost od valovne dolžine je naslednja:
{\displaystyle V=V'\cdot \lambda \cdot {\frac {\mathrm {d} n}{\mathrm {d} \lambda }},}
kjer je 
- {\displaystyle {\frac {\mathrm {d} n}{\mathrm {d} \lambda }}} - disperzija (odvisnost lomnega količnika od valovne dolžine svetlobe)
- {\displaystyle \lambda \!} - valovna dolžina svetlobe
- {\displaystyle n\!} - lomni količnik
- {\displaystyle V'=-{\frac {e}{2\cdot c\cdot m_{e}}}}
  - {\displaystyle e\!} - osnovni naboj
  - {\displaystyle c\!} - hitrost svetlobe
  - {\displaystyle m_{e}\!} - masa elektrona